# Hywel Dda ap Cadell
Hywel ap Cadell, conosciuto come Hywel Dda o Hywel il Buono (880 circa – 950), è stato sovrano del Regno di Gwynedd dal 942; regnò dapprima sul solo Deheubarth e poi su maggior parte del Galles.
In quanto discendente di Rhodri Mawr ("Rhodri il Grande") per linea paterna (era figlio di Cadell), Hywel apparteneva a un ramo della dinastia del Dinefwr.
È ricordato come uno dei sovrani gallesi di maggior successo precedenti alla conquista normanna. Il suo nome è in particolar modo connesso con lo sviluppo delle leggi gallesi, spesso chiamate Leggi di Hywel.

## Biografia
Hywel nacque attorno all'880 ed era il figlio più giovane di Cadell, figlio di Rhodri Mawr. Nel 905 Cadell diede al figlio il Dyfed, da lui appena conquistato, affinché lo regnasse in sua vece. Hywel consolidò il suo potere sposando Elen, figlia del precedente sovrano del Dyfed, Llywarch ap Hyfaidd. Dopo la morte del padre (909) ebbe una parte del Seisyllwg e dopo quella del fratello (920) creò il regno del Deheubarth. Dopo la morte del cugino Idwal Foel (942), acquistò anche gran parte del Gwynedd e così divenne sovrano di circa 3/4 dell'odierno Galles.

## La pace con l'Inghilterra
Il suo regno, cosa strana per l'epoca, fu pacifico. Egli raggiunse un accordo con re Atelstano d'Inghilterra. Fu l'unico sovrano gallese a battere moneta propria e lo fece nella città inglese di Chester. I suoi studi sul sistema legale inglese e la sua visita a Roma nel 928 gli permisero di formulare idee avanzate di governo.
Sono diverse le opinioni sul perché Hywel ebbe un rapporto così stretto con Athelstan. Secondo John Edward Lloyd Hywel sarebbe stato un anglofilo convinto e un ammiratore dei re del Wessex, mentre D.P. Kirby suggerisce che la sua scelta sarebbe stata dettata da pragmatismo, perché egli aveva compreso bene la realtà politica e gli equilibri di potere del tempo. È degno di nota il fatto che abbia dato a un suo figlio un nome anglosassone, Edwin. Le sue scelte politiche non erano però accettate e condivise da tutti i suoi sudditi: un poema in lingua gallese, l'Armes Prydein, che secondo sir Ifor Williams sarebbe stato scritto nel Deheubarth durante il regno di Hywel, invitava i gallesi a unirsi in una confederazione di tutti i popoli non inglesi della Britannia e dell'Irlanda per combattere contro i sassoni. Il poema potrebbe essere messo in relazione con l'alleanza norvegese e celtica che nel 937 affrontò Athelstan nella battaglia di Brunanburh. Il fatto che nessuna forza militare gallese abbia partecipato a quest'alleanza si potrebbe spiegare con le scelte e l'influenza di Hywel. Tuttavia, neppure Athelstan ricevette truppe gallesi in aiuto.

## La legislazione
La conferenza di Whitland, tenutasi attorno al 945, fu una specie di parlamento in cui fu codificata e messa per iscritto la legge gallese. Gran parte del lavoro fu fatta dal celebre ecclesiastico Blegywryd. Lo scopo di questo nuovo sistema di leggi fu quello di favorire la riconciliazione tra i gruppi familiari ed evitare le faide, piuttosto che sul mantenere l'ordine con le pene. Secondo questo sistema, i parenti di chi uccideva, feriva o insultava qualcuno, dovevano risarcire la famiglia della vittima. Rispetto ad altri sistemi legislativi europei, la legge gallese diede alle donne una certa condizione elevata, specialmente riguardo al patrimonio di quelle sposate e ai loro diritti sui figli. Sebbene modificata nel corso dei secoli, la legislazione di Hywel restò in vigore fino al XVI secolo, quando venne abolita dal Parlamento inglese, che istituì i Laws in Wales Acts nel 1535 e 1542. Dopo la morte di Hywel (c.950), il regno fu subito diviso in tre parti: il Gwynedd fu reclamato dai figli di Idwal Foel, mentre il Deheubarth fu spartito tra i figli del defunto sovrano.